# Habenaria reniformis
Habenaria reniformis là một loài thực vật có hoa trong họ Lan. Loài này được (D.Don) Hook.f. mô tả khoa học đầu tiên năm 1890.